# Shannonomyia ignava
Shannonomyia ignava är en tvåvingeart som beskrevs av Alexander 1943. Shannonomyia ignava ingår i släktet Shannonomyia och familjen småharkrankar.
Artens utbredningsområde är Peru. Inga underarter finns listade i Catalogue of Life.